# ZA-305
La ZA-305 es una carretera autonómica perteneciente a la red complementaria preferente de carreteras de la Junta de Castilla y León (España).
El inicio de esta carretera está en el punto kilométrico 281,7 de la carretera N-630, a la altura de la ermita del Cristo de Morales del Vino y acaba en el límite provincial con Salamanca. Cuenta con una longitud aproximada de 42 km, con una calzada formada por dos carriles para cada sentido de circulación y un ancho de plataforma de 7 m. Los vehículos pueden circular con un límite de velocidad de 90 km/h, al igual que en el resto de carreteras autonómicas.

## Nomenclatura
Anteriormente, la ZA-305 estaba en dos tramos que tenían diferente denominación a la actual:
- ZA-313 , que corresponde con el tramo de la N-630/ZA-13 a Peñausende.
- ZA-310 , que corresponde con el tramo de Peñausende al límite provincial de Salamanca.

## Localidades de paso
- Entrala[3]
- San Marcial[4]
- Peñausende[5]

## Trazado

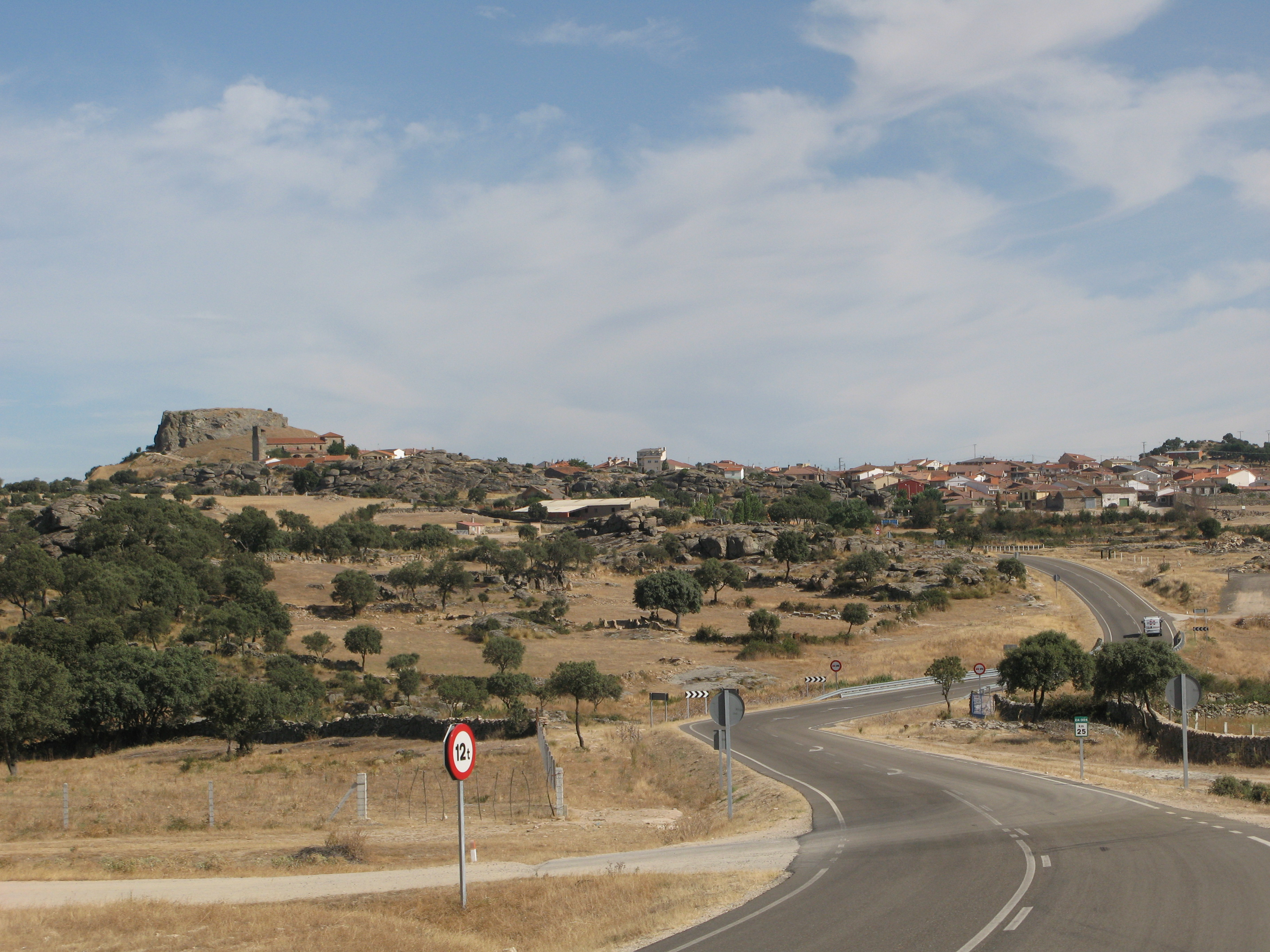
Vista general de Peñausende desde la ZA-305.

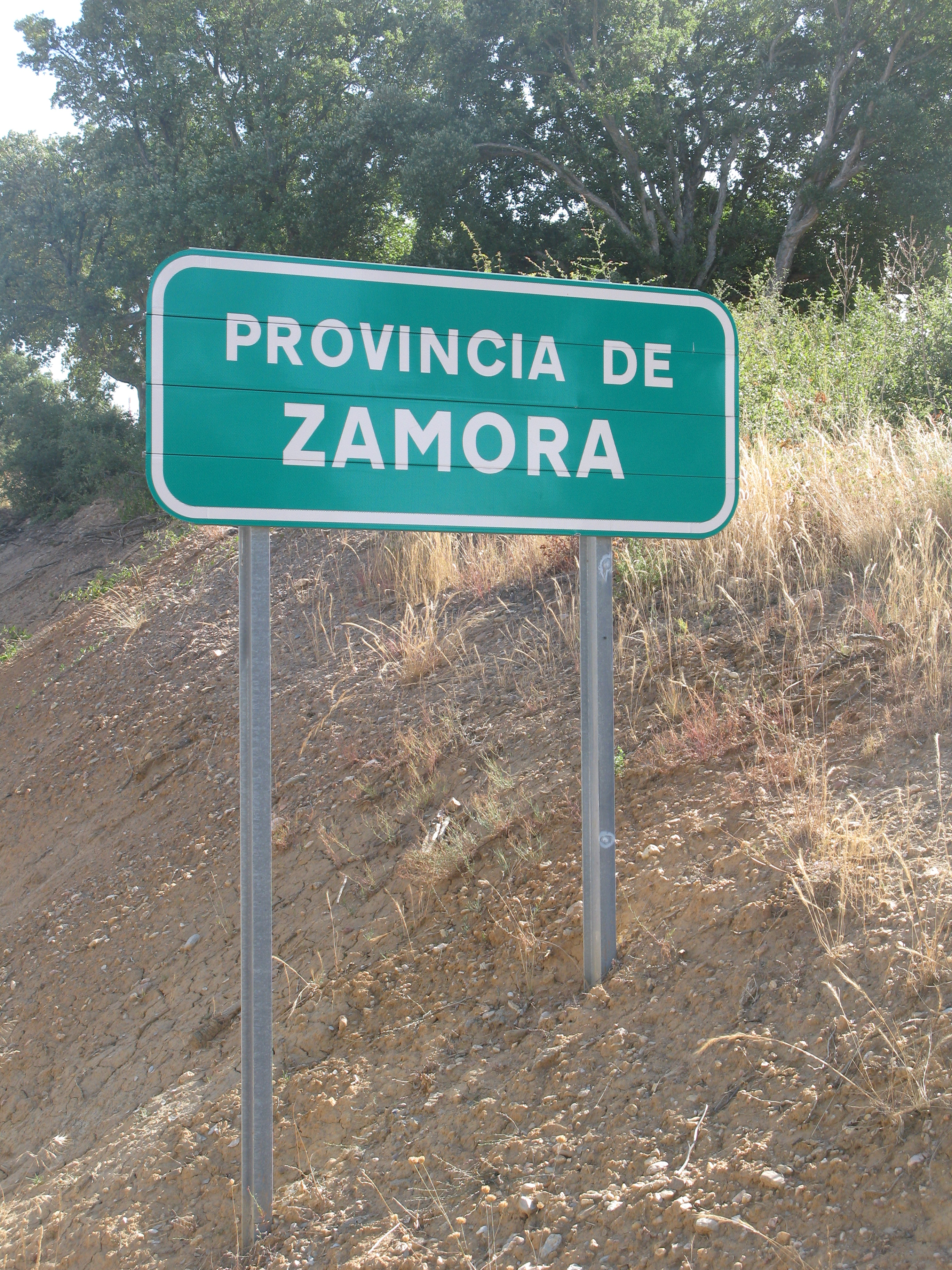
Vista de la señalización de la provincia de Zamora, en las cercanías del cruce de Santiz.

La ZA-305 comienza al sur de Zamora, en la rotonda donde enlaza con la ZA-13 y con la ZA-624. Anteriormente, esta rotonda, construida con la ZA-13, era un cruce muy peligroso con gran siniestralidad, que formaba parte de la N-630. Sin embargo, esta rotonda no ha reducido la mortalidad, sino que se ha intensificado.
A partir de esta rotonda, la carretera tiene otra rotonda que da acceso al "Cristo de Morales" y al Polígono Industrial de Morales del Vino. A un kilómetro enlaza con la ZA-325, que permite la conexión con el Polígono Industrial de Los Llanos y el Parque de Maquinaria de la Junta de Castilla y León en Zamora. Desde aquí la carretera se dirige a Entrala, donde la ZA-305 enlaza con Morales del Vino y El Perdigón. 
Al salir de Entrala, la carretera se encamina hacia San Marcial. A 7 km de éste, hay una conexión con la localidad de Cabañas de Sayago. A 9 km de San Marcial, la carretera atraviesa una zona de 2 km de especial peligro por animales sueltos. Más adelante la carretera llega a Peñausende, donde existe una rotonda que enlaza con la ZA-302, que permite la conexión con Fresno de Sayago, Bermillo de Sayago, Mayalde y El Cubo de Tierra del Vino. Será aquí donde finalice el primer tramo de la carretera y donde comience el segundo tramo. 
Al salir de Peñausende, la carretera pasa sobre el Puente de los Arrieros. Tras otro tramo de animales sueltos, la carretera pasa a la provincia de Salamanca bajo la misma denominación pues luego, tras pasar el cruce de Santiz y Viñuela de Sayago y coincidiendo con el puente sobre la Rivera del Asmesnal, vuelve a entrar en la provincia de Zamora. 
Tras pasar las zonas conocidas como "Casas del Asmesnal" —donde se encuentran los restos del castillo del Asmesnal— y "Santarén de los Peces", la ZA-305 pasa de nuevo a la provincia de Salamanca, donde se convierte en la SA-305 que llega hasta Ledesma y finaliza en La Fuente de San Esteban.

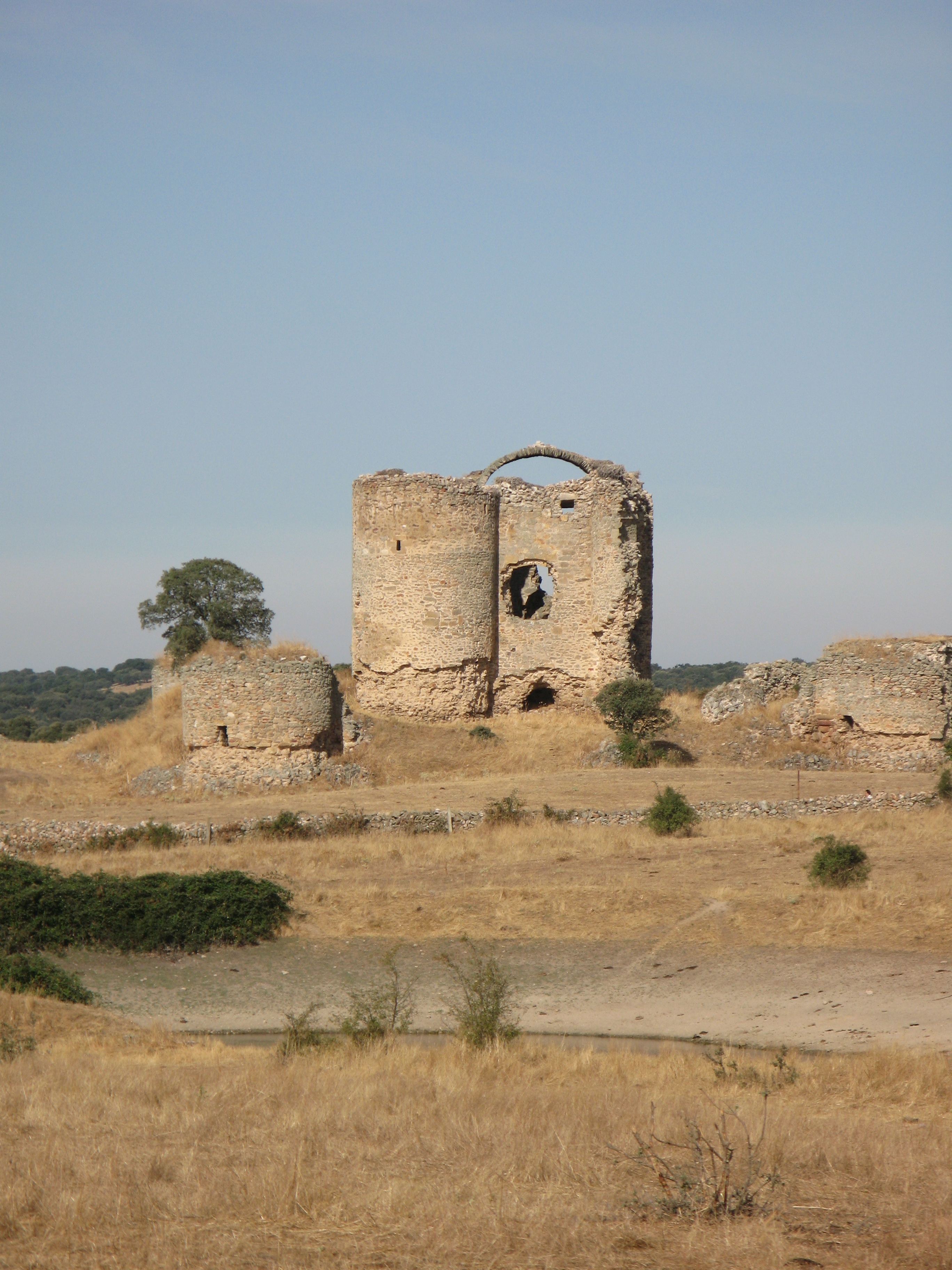
Castillo del Asmesnal
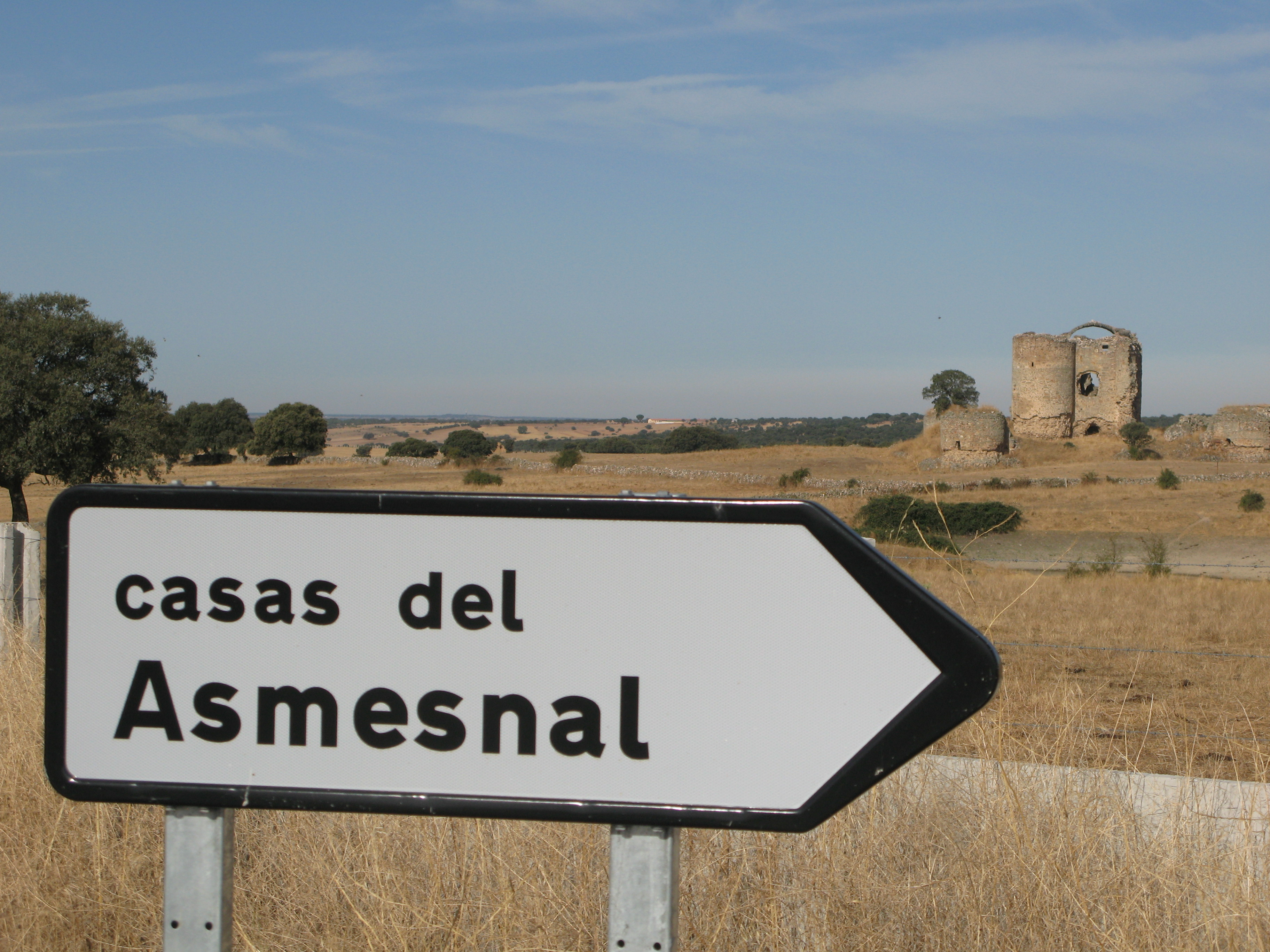
Casas del Asmesnal
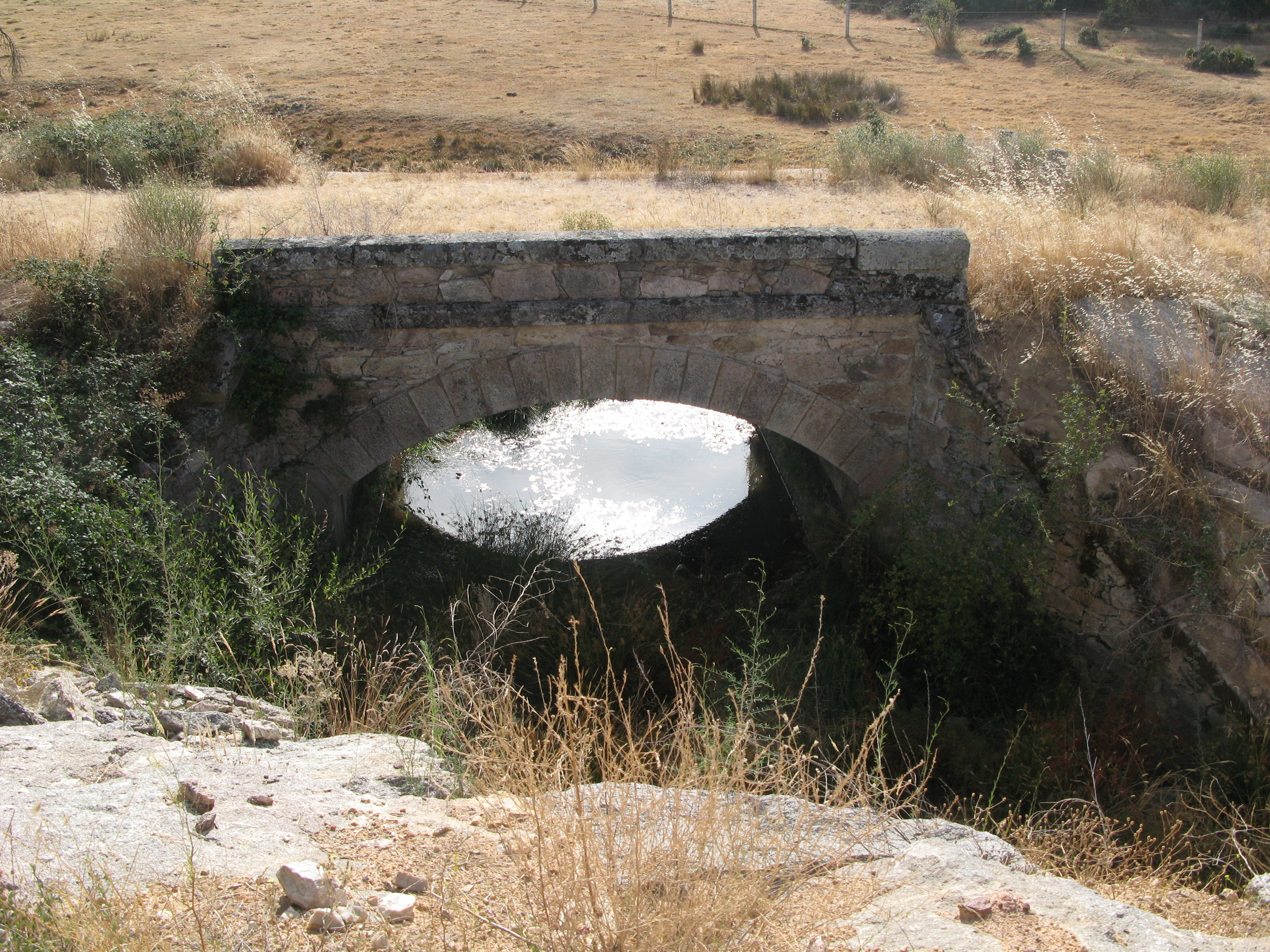
Rivera del Asmesnal

## Cruces

### TramoZA-13/N-630- Peñausende
| ZA-13 / N-630 - Peñausende | ZA-13 / N-630 - Peñausende | ZA-13 / N-630 - Peñausende            | ZA-13 / N-630 - Peñausende            | ZA-13 / N-630 - Peñausende | ZA-13 / N-630 - Peñausende                                                    | ZA-13 / N-630 - Peñausende   | ZA-13 / N-630 - Peñausende   | ZA-13 / N-630 - Peñausende |
| Esquema                    | PK                         | Sentido L.P. de Salamanca (creciente) | Sentido L.P. de Salamanca (creciente) | Sentido L.P. de Salamanca (creciente)                                                                                           | Sentido Zamora (decreciente)                                                  | Sentido Zamora (decreciente) | Sentido Zamora (decreciente) | Notas                      |
| Esquema                    | PK                         | Velocidad                             | Elemento                              | Salida | Salida                                                                        | Elemento                     | Velocidad                    | Notas                      |
| -------------------------- | -------------------------- | ------------------------------------- | ------------------------------------- | --- | ----------------------------------------------------------------------------- | ---------------------------- | ---------------------------- | -------------------------- |
|                            | 0,000                      |                                       |                                       | ZA-305 Entrala - Peñausende El Perdigón - Cristo de Morales Polígono industrial Los Llanos Polígono industrial Morales del Vino | ZA-624 Pontejos ZA-13 A-66 Salamanca N-630 Zamora - Morales del Vino          |                              |                              |                            |
|                            | 0,240                      |                                       |                                       | Camino Cristo de Morales Vía de servicio Polígono industrial Morales del Vino                                                   | Camino Cristo de Morales Vía de servicio Polígono industrial Morales del Vino |                              |                              |                            |
|                            | 1,120                      |                                       |                                       | ZA-325 Polígono industrial Los Llanos Parque de Maquinaria                                                                      | ZA-325 Polígono industrial Los Llanos Parque de Maquinaria                    |                              |                              |                            |
|                            | 1,270                      |                                       |                                       | TRAMO CURVAS PELIGROSAS | TRAMO CURVAS PELIGROSAS                                                       |                              |                              |                            |
| 2,400                      |                            |                                       |                                       | TRAMO CURVAS PELIGROSAS | TRAMO CURVAS PELIGROSAS                                                       |                              |                              |                            |
|                            | 4,400                      |                                       |                                       | ENTRALA | ENTRALA                                                                       |                              |                              |                            |
|                            | 4,500                      |                                       |                                       | Morales del Vino N-630 Centro de Turismo Rural                                                                                  | Morales del Vino N-630 Centro de Turismo Rural                                |                              |                              |                            |
|                            | 4,550                      |                                       |                                       | FFCC Plasencia-Astorga | FFCC Plasencia-Astorga                                                        |                              |                              | VÍA ABANDONADA             |
|                            | 4,800                      |                                       |                                       | ZA-V-2105 El Perdigón Bodegas Típicas                                                                                           | ZA-V-2105 El Perdigón Bodegas Típicas                                         |                              |                              |                            |
|                            | 5,300                      |                                       |                                       | ENTRALA | ENTRALA                                                                       |                              |                              |                            |
|                            | 6,300                      |                                       |                                       | Tardobispo | Tardobispo                                                                    |                              |                              |                            |
|                            | 8,000                      |                                       |                                       | TRAMO CURVAS PELIGROSAS | TRAMO CURVAS PELIGROSAS                                                       |                              |                              |                            |
| 8,600                      |                            |                                       |                                       | TRAMO CURVAS PELIGROSAS | TRAMO CURVAS PELIGROSAS                                                       |                              |                              |                            |
|                            | 9,100                      |                                       |                                       | SAN MARCIAL | SAN MARCIAL                                                                   |                              |                              |                            |
|                            | 9,600                      |                                       |                                       | SAN MARCIAL | SAN MARCIAL                                                                   |                              |                              |                            |
|                            | 16,000                     |                                       |                                       | TRAMO CURVAS PELIGROSAS | TRAMO CURVAS PELIGROSAS                                                       |                              |                              |                            |
| 16,400                     |                            |                                       |                                       | TRAMO CURVAS PELIGROSAS | TRAMO CURVAS PELIGROSAS                                                       |                              |                              |                            |
|                            | 16,600                     |                                       |                                       | ZA-P-2217 Cabañas de Sayago | ZA-P-2217 Cabañas de Sayago                                                   |                              |                              |                            |
|                            | 18,700                     |                                       |                                       | TRAMO ANIMALES SUELTOS | TRAMO ANIMALES SUELTOS                                                        |                              |                              |                            |
| 20,500                     |                            |                                       |                                       | TRAMO ANIMALES SUELTOS | TRAMO ANIMALES SUELTOS                                                        |                              |                              |                            |
|                            | 23,300                     |                                       |                                       | ZA-302 Fresno de Sayago | ZA-302 Fresno de Sayago                                                       |                              |                              |                            |
|                            | 23,400                     |                                       |                                       | PEÑAUSENDE | PEÑAUSENDE                                                                    |                              |                              |                            |
|                            | 24,100                     |                                       |                                       | ZA-302 Fresno de Sayago - Bermillo de Sayago Mayalde - El Cubo de Tierra del Vino                                               | ZA-305 San Marcial - Entrala - Zamora                                         |                              |                              |                            |

### Tramo Peñausende - L.P. de Salamanca
| Peñausende (Intersección con )- L.P. de Salamanca (Continuación por ) | Peñausende (Intersección con )- L.P. de Salamanca (Continuación por ) | Peñausende (Intersección con )- L.P. de Salamanca (Continuación por ) | Peñausende (Intersección con )- L.P. de Salamanca (Continuación por ) | Peñausende (Intersección con )- L.P. de Salamanca (Continuación por ) | Peñausende (Intersección con )- L.P. de Salamanca (Continuación por ) | Peñausende (Intersección con )- L.P. de Salamanca (Continuación por ) | Peñausende (Intersección con )- L.P. de Salamanca (Continuación por ) | Peñausende (Intersección con )- L.P. de Salamanca (Continuación por ) | Peñausende (Intersección con )- L.P. de Salamanca (Continuación por ) | Peñausende (Intersección con )- L.P. de Salamanca (Continuación por ) |
| Esquema                                                               | PK                                                                    | Sentido L.P. de Salamanca (creciente)                                 | Sentido L.P. de Salamanca (creciente)                                 | Sentido L.P. de Salamanca (creciente)                                 | Sentido L.P. de Salamanca (creciente)                                 | Sentido Zamora (decreciente)                                          | Sentido Zamora (decreciente)                                          | Sentido Zamora (decreciente)                                          | Sentido Zamora (decreciente)                                          | Incidencias                                                           |
| Esquema                                                               | PK                                                                    | Velocidad                                                             | Elemento                                                              | Salida                                                                | Salida                                                                | Salida                                                                | Salida                                                                | Elemento                                                              | Velocidad                                                             | Incidencias                                                           |
| Esquema                                                               | PK                                                                    | Velocidad                                                             | Elemento                                                              | Dir.                                                                  | Nombre                                                                | Nombre                                                                | Dir.                                                                  | Elemento                                                              | Velocidad                                                             | Incidencias                                                           |
| --------------------------------------------------------------------- | --------------------------------------------------------------------- | --------------------------------------------------------------------- | --------------------------------------------------------------------- | --------------------------------------------------------------------- | --------------------------------------------------------------------- | --------------------------------------------------------------------- | --------------------------------------------------------------------- | --------------------------------------------------------------------- | --------------------------------------------------------------------- | --------------------------------------------------------------------- |
|                                                                       | 24,100                                                                |                                                                       |                                                                       |                                                                       | Fresno de Sayago Bermillo de Sayago                                   | Fresno de Sayago Bermillo de Sayago                                   |                                                                       |                                                                       |                                                                       |                                                                       |
|                                                                       | 24,100                                                                | Ledesma                                                               |                                                                       |                                                                       |                                                                       |                                                                       |                                                                       |                                                                       |                                                                       |                                                                       |
|                                                                       | 24,100                                                                | Mayalde El Cubo de Tierra del Vino                                    |                                                                       |                                                                       |                                                                       |                                                                       |                                                                       |                                                                       |                                                                       |                                                                       |
|                                                                       | 24,100                                                                | Zamora                                                                |                                                                       |                                                                       |                                                                       |                                                                       |                                                                       |                                                                       |                                                                       |                                                                       |
|                                                                       | 24,280                                                                |                                                                       |                                                                       | PEÑAUSENDE                                                            | PEÑAUSENDE                                                            | PEÑAUSENDE                                                            | PEÑAUSENDE                                                            |                                                                       |                                                                       |                                                                       |
|                                                                       | 24,450                                                                |                                                                       |                                                                       | TRAMO CURVAS PELIGROSAS                                               | TRAMO CURVAS PELIGROSAS                                               | TRAMO CURVAS PELIGROSAS                                               | TRAMO CURVAS PELIGROSAS                                               |                                                                       |                                                                       |                                                                       |
| 25,300                                                                |                                                                       |                                                                       |                                                                       | TRAMO CURVAS PELIGROSAS                                               | TRAMO CURVAS PELIGROSAS                                               | TRAMO CURVAS PELIGROSAS                                               | TRAMO CURVAS PELIGROSAS                                               |                                                                       |                                                                       |                                                                       |
|                                                                       | 24,750                                                                |                                                                       |                                                                       | Puente de los Arrieros                                                | Puente de los Arrieros                                                | Puente de los Arrieros                                                | Puente de los Arrieros                                                |                                                                       |                                                                       |                                                                       |
|                                                                       | 28,300                                                                |                                                                       |                                                                       | TRAMO ANIMALES SUELTOS                                                | TRAMO ANIMALES SUELTOS                                                | TRAMO ANIMALES SUELTOS                                                | TRAMO ANIMALES SUELTOS                                                |                                                                       |                                                                       |                                                                       |
| 31,200                                                                |                                                                       |                                                                       |                                                                       | TRAMO ANIMALES SUELTOS                                                | TRAMO ANIMALES SUELTOS                                                | TRAMO ANIMALES SUELTOS                                                | TRAMO ANIMALES SUELTOS                                                |                                                                       |                                                                       |                                                                       |
|                                                                       | 30,900                                                                |                                                                       |                                                                       |                                                                       |                                                                       |                                                                       |                                                                       |                                                                       |                                                                       |                                                                       |
|                                                                       | 31,500                                                                |                                                                       |                                                                       |                                                                       | Santiz                                                                | Santiz                                                                |                                                                       |                                                                       |                                                                       |                                                                       |
|                                                                       | 31,500                                                                | Viñuela de Sayago                                                     |                                                                       |                                                                       |                                                                       |                                                                       |                                                                       |                                                                       |                                                                       |                                                                       |
|                                                                       | 33,900                                                                |                                                                       |                                                                       | Rivera de Asmesnal                                                    | Rivera de Asmesnal                                                    | Rivera de Asmesnal                                                    | Rivera de Asmesnal                                                    |                                                                       |                                                                       |                                                                       |
|                                                                       | 33,950                                                                |                                                                       |                                                                       |                                                                       |                                                                       |                                                                       |                                                                       |                                                                       |                                                                       |                                                                       |
|                                                                       | 35,200                                                                |                                                                       |                                                                       | Casas de Asmesnal                                                     | Casas de Asmesnal                                                     | Casas de Asmesnal                                                     | Casas de Asmesnal                                                     |                                                                       |                                                                       |                                                                       |
|                                                                       | 35,600                                                                |                                                                       |                                                                       | Casas de Asmesnal Castillo de Asmesnal                                | Casas de Asmesnal Castillo de Asmesnal                                | Casas de Asmesnal Castillo de Asmesnal                                | Casas de Asmesnal Castillo de Asmesnal                                |                                                                       |                                                                       |                                                                       |
|                                                                       | 40,000                                                                |                                                                       |                                                                       | Santarén de los Peces                                                 | Santarén de los Peces                                                 | Santarén de los Peces                                                 | Santarén de los Peces                                                 |                                                                       |                                                                       |                                                                       |
|                                                                       | 41,700                                                                |                                                                       |                                                                       |                                                                       | Peñausende                                                            | Peñausende                                                            |                                                                       |                                                                       |                                                                       | [ 9 ]                                                                 |
|                                                                       | 41,700                                                                | Ledesma                                                               |                                                                       |                                                                       |                                                                       |                                                                       |                                                                       |                                                                       |                                                                       | [ 9 ]                                                                 |